# Chain Lake (Washington)
Chain Lake es un lugar designado por el censo ubicado en el condado de Snohomish en el estado estadounidense de Washington. En el año 2010 tenía una población de 3.741 habitantes.

## Geografía
Chain Lake se encuentra ubicado en las coordenadas 47°54′11″N 121°59′13″O / 47.90306, -121.98694.